# Zagužanje
Zagužanje (izvirno srbsko Загужање) je naselje v Srbiji, ki upravno spada pod Občino Surdulica; slednja pa je del Pčinjskega upravnega okraja.

## Demografija
V naselju živi 645 polnoletnih prebivalcev, pri čemer je njihova povprečna starost 32,7 let (31,9 pri moških in 33,5 pri ženskah). Naselje ima 243 gospodinjstev, pri čemer je povprečno število članov na gospodinjstvo 3,66.
To naselje je, glede na rezultate popisa iz leta 2002, večinoma srbsko, a v času zadnjih 3 popisov je opazen porast števila prebivalcev.
|  |

| Demografija | Demografija     | Demografija     |
| Leto        | Št. prebivalcev | Št. prebivalcev |
| ----------- | --------------- | --------------- |
|             |                 |                 |
|             |                 |                 |
|             |                 |                 |
|             |                 |                 |
| 1948        | 424             |                 |
| 1953        | 478             |                 |
| 1961        | 448             |                 |
| 1971        | 482             |                 |
| 1981        | 648             |                 |
| 1991        | 744             | 732             |
| 2002        | 906             | 890             |
|             |                 |                 |

| Etnična sestava po popisu iz leta 2002 | Etnična sestava po popisu iz leta 2002 | Etnična sestava po popisu iz leta 2002 | Etnična sestava po popisu iz leta 2002 | Etnična sestava po popisu iz leta 2002 |
| -------------------------------------- | -------------------------------------- | -------------------------------------- | -------------------------------------- | -------------------------------------- |
| Srbi                                   | Srbi                                   |                                        | 747                                    | 83,93%                                 |
| Romi                                   | Romi                                   |                                        | 104                                    | 11,68%                                 |
| Slovenci                               | Slovenci                               |                                        | 2                                      | 0,22%                                  |
| Hrvati                                 | Hrvati                                 |                                        | 1                                      | 0,11%                                  |
| Rusi                                   | Rusi                                   |                                        | 1                                      | 0,11%                                  |
| Bolgari                                | Bolgari                                |                                        | 1                                      | 0,11%                                  |
| Neznano                                | Neznano                                |                                        | 4                                      | 0,44%                                  |